# New World Order
A New World Order (comummente conhecido e estilizado como nWo), foi um grupo de wrestling profissional estadunidense que foi formado na World Championship Wrestling (WCW) e teve passagens pela World Wrestling Federation/Entertainment (WWF/E) e pela Total Nonstop Action Wrestling (TNA). A origem do grupo na WCW tinha como gimmick um grupo de lutadores não sancionados com o objetivo de "tomar conta" e ter o controle da WCW na forma de uma gangue de rua; o grupo inicial tinha três membros e vários outros ganharam fama na rival WWF, embora esta ligação foi apenas implícita. O grupo mais tarde apareceu na WWF (agora conhecida como WWE) após a compra da WCW pela WWF. Um grupo similar, conhecido como The Band apareceu na Total Nonstop Action Wrestling (TNA), em 2010, embora a ressurreição da nWo estava implícita, este grupo nunca foi anunciado como tal, uma vez que a WWE detém os direitos de todas as marcas da WCW.
O angle da nWo tornou-se uma das forças mais influentes do final dos anos 1990 sendo o sucesso da WCW, e foi fundamental na volta da força do wrestling americano sendo mais maduro, um produto orientado para adultos. A ideia do Executivo da WCW Eric Bischoff, e alimentando inicialmente pelo heel turn de Hulk Hogan, o enredo da nWo é geralmente considerado um dos angles de maior sucesso na história moderna do wrestling profissional, gerando várias imitações e paródias (incluindo os grupos como bWo, lWo e oWn). Ele dominou a programação da WCW ao longo dos anos 1990 e quase até a dissolução da WCW em 2001, período em que houve várias encarnações, às vezes rivais do grupo. Como resultado de tão muitos membros que aderiram, a nWo detém o recorde do maior grupo de luta livre da história do wrestling.

## Conceito
O enredo da nWo foi uma ideia do vice-presidente executio da WCW Eric Wozniack e veio depois de participar da New Japan Pro Wrestling do show Battle Formation no Tokyo Dome em 29 de abril de 1996. Ele queria fazer um angle de tipo de invasão à WCW onde estava sendo sabotado por um outro grupo de wrestling (inicialmente insinuado como o WWF, uma vez que seus membros fundadores já haviam lutado para a empresa). A nWo foi originalmente retratada como uma entidade separada da WCW (muitas vezes, a propaganda e estilo de vinhetas e comerciais de produtos relativos a nWo foram precedidos por uma "interrupção na alimentação", e uma voz proclamando, "O seguinte anúncio foi pago pela Nova Ordem Mundial").
Outros, como Kevin Nash,o diretor de televisão Craig Leathers, o chefe dos escritore da  WCW Terry Taylor e os assistentes Kevin Sullivan e Paul Orndorff, todos contribuíram com suas próprias ideias para o conceito da nWo. Por exemplo, o logotipo foi desenhado por Craig Leathers, Scott Hall é creditado com a marca registrada do grupo do sinal não mão, e Taylor tardiamente creditado com o bordão mais popular do grupo, "Quando você está na nWo, você é da nWo para sempre", em uma segmento de script para o WCW Monday Nitro no final de 1996.

## História

### World Championship Wrestling (1996–2001)

#### Formação
Em 19 de maio de 1996, Scott Hall e Kevin Nash lutaram suas lutas finais para a WWF como "Razor Ramon" e "Diesel", respectivamente, como os seus contratos tinham terminado e que recentemente assinaram com a WCW. Oito dias depois, em 27 de Maio no episódio do Nitro, Hall inesperadamente interrompeu uma luta entre The Mauler e Steve Doll e pediu o microfone do locutor. "Vocês sabem quem eu sou", disse Hall à multidão atordoad ", mas você não sabe por que estou aqui." Ele passou a entregar um agora famoso discurso que se tornou conhecido como o "Você quer uma guerra?", afirmando que ele e seus aliados sem nome tinha um desafio para a WCW e o vice-presidente executivo Eric Bischoff e de qualquer outra estrela da WCW.
Como o Nitro se aproximava do fim, Hall abordou Bischoff, que também era a emissora da emissora do Nitro na época, na cabine de transmissão e exigiu que ele e o proprietário da WCW Ted Turner para escolher três de seus melhores lutadores. Na próxima semana, Hall reapareceu no Nitro cinco minutos antes do fim da transmissão e novamente interrogou Bischoff. Sting confrontou e bateu em Hall após Hall jogar um palito de dente para ele, e da Câmara disse que tina uma "pequena surpresa ... não ... GRANDE surpresa " para Sting.
Durante o próximo Nitro, Hall novamente importunado Bischoff na cabine de transmissão. Bischoff exigiu saber da "surpresa" que Hall tinha reservado para Sting, enquanto não tendo conhecimento de que Nash, a surpresa, estava bem atrás dele. Hall finalmente apontou o seu parceiro para fora, e Nash disse: "Então esta é a  WCW, onde os meninos grandes jogam, né Olhe para o adjetivo: Jogar [sic]!. Nós não estamos aqui para jogar" A partir de então, os dois teriam se conhecido como The Outsiders , que aparecem aleatoriamente em eventos da WCW para causar problemas e (inevitavelmente) ser levado para fora do edifício por seguranças da WCW. Inicialmente, as emissoras sa WCW não usavam " The Outsiders "para se referir a Hall e Nash coletivamente, em vez referindo-se a Hall e Nash individualmente por seus sobrenomes.
Apesar do fato de que Hall e Nash estavam ambos completamente ocupados pela WCW, a implicação da história de que eram lutadores da WWF "invadindo" a WCW foi o suficiente de uma preocupação com a WWF, que considerou a ação legal sobre Hall e de Nash. Hall era a maior preocupação para a WWF, além de seu uso dos termos "Billionaire Ted", "The Huckster", "The Nacho Man" e "Scheme Gene" (referências depreciativas para Turner, Hulk Hogan, "Macho Man "Randy Savage", e "Mean" Gene Okerlund que a WWF tinha feito no início de 1996 com esquetes zombando da WCW) em entrevistas, ele não estava totalmente distanciado de seu personagem "Razor Ramon" na WWF, continuando a falar em um falso sotaque cubano sotaque e referindo-se ao povo como "chico". A WCW tentara responder a estas preocupações no The Great American Bash, em Junho de 1996, onde Bischoff convidou The Outsiders para fazer uma entrevista com ele.
Ele prometeu-lhes uma luta no próximo pay-per-view, e depois perguntou diretamente tanto Hall e Nash se eles foram empregados pela WWF, a que cada um respondeu negativamente. A WWF, ainda insatisfeita, ajuizou a ação judicial, alegando que Bischoff tinha proposto lutas inter-promocionais para a TBS para associar as duas empresas com o outro.
Isso apesar do fato de que Ted Turner e o presidente da WWF Vince McMahon tinha levado em uma rivalidade de (na época) 11 anos, com base na precipitação de McMahon em 1984 na compra da Georgia Championship Wrestling e seu principal programa World Championship Wrestling, e consequentemente a falha da compra por McMahon de seu horário resultou na venda para a Jim Crockett Promotions (o precursor para a WCW). Além disso, antes do enredo da nWo, Bischoff rotineiramente revelou resultados de episódios gravados do Monday Night Raw, show da WWF emblemática, nas transmissões ao vivo no Nitro (no momento o RAW só foi ao ar a cada duas semanas, como a WWF iria mostrar um show do RAW em uma noite de segunda-feira e, em seguida, a fita da próxima semana mostram o dia seguinte) e presidiu um angle controverso em 1.º de dezembro de 1995 na edição do Nitro em que Madusa, que competiu na WWF como Alundra Blayze e foi campeã feminina, apareceu no ar com seu cinturão de campeão e jogou-o em uma lata de lixo.
Durante sua entrevista com Bischoff no The Great American Bash, tanto Hall quanto Nash pressionado ele novamente para o nome de sua empresa e seus três representantes. Bischoff disse que havia encontrado três homens que iria responder seu desafio, mas não os nomeou. Hall se tornou cético da recusa Bischoff e isso levou a um ataque de ambos os Outsiders, terminando quando Nash aplicou um powerbomb em Bischoff através do lugar da entrevista. Após este show, The Outsiders continuaram aleatoriamente a aterrorizar eventos da WCW, sendo sempre expulsos por seguranças armados. Enquanto isso, Bischoff realizou um plano no Nitro para determinar representantes da WCW. Sting, o seu parceiro de dupla Lex Luger e Randy Savage foram escolhidos.

#### A Luta Hostile Takeover
O luta prometida por Bischoff, uma luta de trios conhecida como a "Luta Hostile Takeover" serviu como o principal evento do Bash at the Beach, que foi realizado no Ocean Center em Daytona Beach, Flórida em 7 de julho de 1996. Hall e Nash vieram ao ringue por si, deixando a especulação abrir a respeito de quem seria o seu parceiro. O entrevistador da WCW "Mean Gene" Okerlund entrou no ringue imediatamente após a entrada Hall e Nash e, depois de discutir a situação com o locutor Michael Buffer e o árbitro Randy Anderson, exigiu que os forasteiros lhe dizer quem era seu terceiro homem. Hall e Nash garantira\m a  Okerlund que seu parceiro estava no prédio, mas não precisa dele neste momento. Após Okerlund deixar o ringue, o Time WCW fez sua entrada com os três membros vestindo pintura facial como um sinal de solidariedade; Sting estava usando a pintura da cara por anos no ringue, mas Luger e Savage nunca tinha feito isso antes.
A luta não começou bem para o Time da WCW, como Luger foi retirado da luta logo após o seu início. Enquanto ele estava sendo realizada em um canto por Nash, Sting correu e bateu um Splash Stinger para tentar acabar com a espera. Embora ele bateu Nash, bem como, movimento de Sting imprensado entre Luger Nash no canto; Luger caiu na lona inconsciente e teve que ser retirado da arena em uma maca. O locutor da WCW Bobby Heenan foi ouvido na transmissão pedindo para alguém vir e substituir o lesionado Luger, uma vez que Hall e Nash teve um terceiro homem. Com a luta parada, mesmo em dois lado um para o momento e parceiro Hall e Nash ainda ainda a ser revelado, os dois lados continuaram a batalha como anunciadores Heenan, Schiavone Tony e Dusty Rhodes especulou a respeito de quem o terceiro homem era, mesmo acusando um ao outro de ser o terceiro homem.
A luta chegou ao seu clímax aproximadamente à marca de 16 minutos, logo após uma tag final de um Sting exausto para Savage. Savage imediatamente partiu para o ataque, cravando os Outsiders com repetidas axe-handle smashes na corda superior. No entanto, enquanto árbitro Anderson verificou um Hall abatido, Hall agarrou sua camisa, enquanto Nash atacou Savage com um golpe baixo que bateu os dois homens para a lona. Com os quatro homens caídos, como Sting ainda não tinha feito isso para fora do ringue, Anderson não tinha escolha, mas para começar a contar-los como ele não viu o golpe baixo. Quando ele começou a sua contagem, a atenção dos torcedores se voltou para a área de entrada com Hulk Hogan que entrou em cena e começou a caminhar para o ringue para um rugido alto da multidão. Hall o viu e imediatamente rolou para fora do ringue.
Hogan, que não tinha sido visto na televisão na WCW por algum tempo, subiu no ringue para afugentar Nash. Ele, então, caracteristicamente, arrancou sua camiseta e a jogou no The Outsiders, olhando-os fora do ringue, enquanto Hall e Nash fingiu um choque. Hogan então caminhou até o canto mais próximo, olhou para a multidão uma última vez e, em seguida, chocou a plateia e a deixou em silêncio ao aplicar seu finisher leg drop em Savage que estava caído. The Outsiders entrou no ringue com o leg dropped de Hogan e deixou cair seu aliado de longa data e amigo pela segunda vez, depois do high-fived dele, revelando Hogan a ser o terceiro homem. Depois de Hall e Nash derrubar Sting, que fez uma tentativa final para salvar o dia para a WCW, Hogan jogou o Anderson confuso para fora do ringue e bateu uma queda perna terceira e última Savage enquanto The Outsiders realizada uma simulação de contagem em três Savage. O resultado oficial da luta foi sem vencedor.
Depois de Sting ajudar Savage a voltar para o vestiário, a torcida, que teve apenas momentos antes dado Hogan uma ovação alto, começou a mostrar a sua raiva em suas ações. Muitos fãs começaram a jogar lixo no ringue para mostrar seu descontentamento com as ações de Hogan. Hall recordou mais tarde que os fãs jogando lixo no ringue o pegou de surpresa, como ele sempre acreditou que não importa quão irritado os fãs tiveram, eles nunca devem jogar coisas nos lutadores. Um fã mesmo correu para o ringue para enfrentar o trio, mas foi rapidamente subjugada por chutes de ambos Hall e Nash como ele tentou ficar sob as cordas.
Enquanto os fãs continuaram a maca do ringue com detritos Gene Okerlund ressurgiu na parte de trás e dirigiu-se para o ringue, a fim de obter alguma ideia de por que Hogan tinha feito aquilo.
| “ | Gene Okerlund: Hulk Hogan, me desculpe, me desculpe. O que acha que o mundo está pensando de você? Hulk Hogan: Meu Gene, a primeira coisa que você precisa fazer é dizer a essas pessoas para calar a boca, se você quer ouvir o que eu tenho que dizer! Okerlund: Estive com você por tantos anos, para que você junte-se com os gostos dos dois homens absolutamente me faz mal ao meu estômago! E eu acho que estas pessoas aqui (aponta para a multidão) e um monte de outras pessoas ao redor do mundo tiveram o suficiente de este homem (apontando para Nash), este homem (apontando para Hall), e você quer colocar-se neste grupo? Você tem que estar brincando comigo. Hogan: Bem, a primeira coisa que você tem que perceber, irmão, é este aqui é o futuro da luta livre! Você pode chamar essa nova ordem mundial do wrestling, irmão! | ” |

Com última declaração de Hogan, o grupo teve o seu nome como o fixo como a Nova Ordem Mundial (New World Order). Hogan continuou, lembrando a todos de onde Hall e Nash tinha vindo e que ele também tinha estado lá e como ele tinha feito a WWF um nome familiar. Hogan seguido por trazer a sua assinatura com a WCW em 1994.
| “ | Hogan: E então bilionário Ted, amigo, ele queria falar peru com Hulk Hogan. Bem, bilionário Ted me prometeu filmes, irmão. Bilionário Ted me prometeu milhões de dólares. E bilionário Ted me prometeu mundo de lutas. E, tanto quanto bilionário Ted vai, Eric Bischoff, e a WCW toda vai, eu estou entediado, irmão! | ” |

Ele, então, fez uma declaração de que Hall e Nash eram o tipo de pessoas que ele realmente queria como seus amigos e que juntos, os três estavam indo para assumira  WCW e destruir tudo em seu caminho. Neste ponto, Okerlund dirigindo a Hogan a olhar para os destroços espalhados ao redor do ringue e disse-lhe que ele poderia esperar mais do que ele escolheu para associar com Hall e Nash (talvez dizendo que Hogan deveria reconsiderar mais uma vez). Hogan desconsiderada Okerlund e entrou em um discurso inflamado contra os torcedores, que tinha em grande parte voltaram contra ele ao longo dos últimos 18 meses. Neste discurso, ele conseguiu dar outro tiro no Bischoff e alguns dos novos talentos que os fãs estavam torcendo.
| “ | Hogan: Tanto quanto eu sei, toda essa porcaria noringue representa esses fãs aqui fora! Por dois anos, irmão! Por dois anos eu segurava minha cabeça erguida! Eu fiz tudo para instituições de caridade! Eu fiz tudo para as crianças! E a recepção que eu tenho quando eu vim para cá, vocês, os fãs podem ficar, irmão! Porque se não fosse por Hulk Hogan vocês não estariam aqui! Se não fosse por Hulk Hogan Eric Bischoff seria ainda vender carne de um caminhão em Minneapolis! E se não fosse por Hulk Hogan, todos estes johnny-come-latelies que você vê aqui, wrestling não estaria aqui! Eu estava vendendo para fora do mundo, irmão, enquanto eles estavam olhando gás para colocar em seu carro para ir para a escola! Então, do jeito que está agora, irmão, com Hulk Hogan e nova organização mundial (a escorregar por parte de Hogan) de wrestling, o irmão, a mim e ao sangue novo ao meu lado ... o que vai fazer, irmão, quando a nova organização mundial corre solta atrás de você? | ” |

Hogan, Hall e Nash tentou atacar por momentos Okerlund mais tarde, que ameaçou processar se ele fizesse. O show terminou com os três lutadores continuar a insultar os fãs, que continuaram a vaiar alto e apedrejavam o ringue com lixo. Pouco antes do pay-per-view sair do ar, um ainda atordoado Tony Schiavone disse a Hogan que ele "pode ir para o inferno. Direto para o inferno." Como resultado do heel turn de Hogan, os lutadores que ele brigou na WWF, como Savage e Roddy Piper, teve sua popularidade como enfrenta imensamente amplificada.

#### 1996
A noite após o Bash at the Beach, Hall e Nash chegou no Nitro por si, sem Hogan e não nos desculpar por suas ações. Eles também incluíram o fim do programa, como eles tentaram atacar Sting, Arn Anderson e Randy Savage, mas foram contidos pela segurança da WCW.  Hogan voltou a próxima semana no Nitro e Hall assistido e Nash batendo Lex Luger e Big Bubba Rogers durante os eventos principias do Nitro. Ele, então, fez um desafio ao campeão do WCW World Heavyweight Championship, The Giant , no Hog Wild, em agosto.
O recém-rebatizado de "Hollywood" Hulk Hogan venceu a luta depois de bater o gigante com seu cinturão de campeão. Após a luta, The Booty Man veio ao ringue vestindo uma t-shirt da nWo e carregando um bolo e presente para Hogan, que estava comemorando seu aniversário. Todos os três membros da nWo agrediram Booty Man e o deixou deitado inconsciente do lado de fora do ringue. Eles, no entanto, fazer uso de seu dom - uma de tinta spray preta para Hogan pintar as letras "NWO" no cinto, e declarou-se o nWo World Heavyweight Champion. Esta marcação seria um gesto de assinatura do grupo como eles pichado quase tudo com suas iniciais, especialmente as costas dos lutadores inconscientes. Hogan também referiu-se a si mesmo como o campeão da nWo durante este e qualquer outro momento ele segurou o cinto, enquanto um membro do grupo. Pouco depois, a nWo começou a crescer. Dentro de dois dias do Hog Wild, Ted DiBiase fez sua estreia na WCW e em uma luta de seu personagem "Million Dollar Man" da WWF, foi dito que ele era o financiador da nWo. Desde DiBiase não poderia ser referido no ar como o Million Dollar Man, como a WWF tinha registrado o nome, DiBiase foi dado o apelido de "Trillionaire Ted" como uma brincadeira com o "Billionaire Ted". No episódio de 2 de setembro de 1996 do Nitro, a nWo tem o seu primeiro deserção da WCW com The  Giant, que poucas semanas antes havia perdido seu título para Hogan, que virou o Dungeon of Doom e os companheiros atacaram os Four Horsemen e Randy Savage também.
O pay-per-view anual Fall Brawl foi se aproximando, a WCW estava preparando sua equipe para lutar no Fall Brawl 1996: Jogos de Guerra contra a nWo. Em 9 de setembro, em Columbus, Geórgia, a nWo enganou fãs e lutadores em pensar que Sting se juntou à nWo, colocando lutador Jeff Farmer, que tinha sido visto na última WCW um ano antes, quando ele lutou como Cobra, para o grupo como um clone de Sting, com otraje Sting e suas pinturas e usando uma gravação da falade Sting na limusine da nWo. Semelhança com Sting estava perto o suficiente para que (pelo menos no enredo) os locutores e lutadores acreditava que Sting tinha traído a WCW. Este ponto foi promovido a Farmer, como o Sting falso, atacou Lex Luger, que havia sido atraído para um ataque pelo árbitro Nick Patrick.
Este Luger led, seu aliado de longa data, amigo e parceiro de tag team, para publicamente sua aliança e incisivamente disse a Sting que ele não acreditava que ele estava na WCW. Isso chegou a um ponto no Fall Brawl . Indo para a luta apenas três lutadores de cada lado tinha sido nomeado oficialmente-Hogan e os Outsiders foram para lutar pela nWo e Luger, Arn nderson e Ric Flair para a WCW. Sting tinha sido originalmente nomeado como o quarto homem na verdade, Sting tinha alistado seu ex-rival Flair e Anderson para ajudá-lo a afastar a nWo na luta, mas agora já não era claro se ele seria de fato o quarto homem. O último homem a sair para a equipe da nWo era de fato o Sting falso, que, aparentemente, tinha convencido a todos (incluindo a equipe de transmissão) que o Sting real era da nWo. No entanto, Sting mostrou-se como o último homem do Time WCW e começou a desmontar os quatro membros da nWo por si mesmo. Após agredir Hogan, Hall, Nash, Sting e o falso, Sting foi até Luger, empurrou-o, e disse: "É bom o suficiente para você?" Sting, em seguida deixou o ringue e o Time WCW, agora lutando contra um 4-em-3 handicap match, perdido quando o Sting da nWo aplicou um  Scorpion Death Lock em Luger enquanto Hogan executou um rear chinlock.
Na noite seguinte do Nitro, uma raiva de Sting colocou seus companheiros, assim como os fãs para duvidar suas verdadeiras cores. Ele saiu de forma inesperada, sem música ou pirotecnia, e manteve de costas para a câmera propositalmente e ele falou:
| “ | Sting: Eu quero uma chance de explicar algo que aconteceu na noite de segunda-feira passada no Nitro. Segunda-feira passada eu estava em um avião voando de Los Angeles para Atlanta. Quando cheguei a Atlanta, eu sintonizei na TV no Nitro. E eu achei que eu estava assistindo a uma reprise! Era um filme muito convincente. Muitas vezes imitado, mas nunca duplicado embora! E o que mais eu vi? Eu vi pessoas, vi lutadores, vi comentaristas, e eu vi os melhores amigos duvidando ... o Stinger. É isso mesmo, duvidou do Stinger! Então eu ouvi Lex Luger dizer eu sei onde ele mora, eu sei onde ele trabalha, eu vou buscá-lo. Então eu disse a mim mesmo, eu vou entrar em reclusão. Vou esperar e ver o que acontece na noite de sábado , e eu sintonizado na noite de sábado, e O que eu vejo? Mais do mesmo ... mais dúvidas. O que me leva a luta no Brawl. Eu sabia que tinha que ir para o Fall Brawl e ficar cara a cara com o pacote total para que ele saiba que não era eu. E o que eu tenho de que era, não Sting ... Eu não acredito que você STING! Bem, tudo o que eu tenho a dizer é que tenho sido mediador, fui babá para Lex Luger, e eu dei-lhe o benefício da dúvida cerca de mil vezes nos últimos doze meses. E eu já carregou a bandeira da WCW, e eu dei o meu sangue, meu suor e minhas lágrimas para a WCW! Então para todos os fãs lá fora, e todos os lutadores e pessoas que nunca duvidaram do Stinger, eu vou ficar por você, se você ficar por mim! Mas, para todas as pessoas, todos os comentaristas, todos os lutadores, e todos os melhores amigos que fizeram duvidar de mim, você pode colocá-lo! A partir de agora eu me considero um lutador livre!" | ” |

Com isso, Sting começou uma retirada do ringue que iria durar para os próximos 15 meses e no processo deixaram suas lealdades na mesa para ambos os lados para tentar movê-lo para o deles. A nWo intensificou seus esforços para tentar recrutar Sting, mas nunca tirou o Sting falso do grupo. Na verdade, como o personagem de Sting e olhar evoluiu, também fez na nWo Farmer o caráter Sting, embora ele nunca tenha realmente adotado qualquer uma das outras características que o porte de um taco de beisebol de metal preta ao ringue que Sting levava.
Na mesma noite em que Sting fez o seu discurso, a nWo empossou seu sexto membro oficial para o grupo como novo WCW signee Sean Waltman, que era amigo de Hall e Nash e que lutou como "The Kid 1-2-3" na WWF, entrou e ficou conhecido como Syxx. Em outubro, a nWo estreou Vincent, que já havia sido criado de DiBiase na WWF como "Virgil", como seu "chefe de segurança". O árbitro Nick Patrick se tornou a árbitro oficial do grupo, depois que ele começou a mostrar parcialidade aos membros nWo durante suas lutas.
A nWo continuou a dominar a WCW, com Hogan com sucesso mantendo seu "nWo" World Heavyweight Championship contra Randy Savage e Hall e Nash ganhando o WCW World Tag Team Championship de Harlem Heat (Booker T e Stevie Ray) no Halloween Havoc. Entretanto, The Giant roubou de Ric Flair o WCW United States Championship e reivindicou para si, mesmo que ele não tinha direito nem qualquer razão para isso.
Como WCW só reconheceu Hogan, Nash e Hall como empregados da WCW devido a seus títulos de retenção da WCW, os outros membros na nWo não foram reconhecidos como empregados da WCW. Devido a isso, eles foram incapazes de lutar outros lutadores da WCW, o que levou à nWo iniciar um segmento no WCW Saturday Night, chamado "nWo Saturday Night", onde os membros da nWo estáveis lutavam contra jobbers em uma arena vazia. A nWo utilizaram o seu financiamento a comprar tempo de anúncio durante a programação da WCW, que somaram baixo orçamento de propaganda anti-WCW. Eles também sequestraram o sinal de transmissão na ocasião. Enquanto tudo isso acontecia, a nWo começou a ganhar mais e mais poder.
Em outubro no Halloween Havoc, Roddy Piper fez sua estreia na WCW e fui imediatamente após Hogan. Para as próximas semanas Piper pressionando Eric Bischoff a dar-lhe uma luta contra Hogan. No entanto, um contrato nunca foi acordado e Piper ficou inquieto com as semanas que passavam. Toda a situação veio à tona no final da edição de 18 de novembro do Nitro. Bischoff, que ainda estava na emissora do programa e que continuaram a protestar contra a nWo, foi para o ringue no ar e afirmou que ele e a gestão da WCW tinha ido para a casa de Piper, em Portland, Oregon para tentar negociar um contrato com ele e seus representantes para uma luta contra Hogan.
Bischoff também alegou que Piper não estava no edifício, mas jurou que iria trabalhar com ele para obter a correspondência assinada. Um Piper irado finalmente teve o suficiente e invadiram o ringue enquanto Bischoff estava falando, para a surpresa do Vice-Presidente Executivo da WCW. Ele chamou imediatamente Bischoff de um mentiroso e começou a fazer-lhe perguntas que Bischoff não tinha respostas. Enquanto Piper estava pedindo suas perguntas, The Giant correu para o ringue e agarrou. Syxx, Hall, Nash, e Vincent seguido e cada tentou segurar Piper de atacar Bischoff. Hogan e DiBiase em seguida, entrou no ringue, com Hogan caminhando até Bischoff e abraçando-o. Hogan então tomou o microfone de Bischoff e revelou à multidão que o Vice-Presidente Executivo da WCW tem trabalhado para a nWo.
Bischoff e Hogan acabou por receber Piper para assinar o contrato na World War 3, seis dias depois (24 de novembro), mas a assinatura não veio sem um ataque da nWo. No entanto, Piper e Hogan foram reservados para uma luta no Starrcade em dezembro. Na noite seguinte do Nitro, Bischoff permanentemente deixou a cabine de transmissão e se tornou um tirano egocêntrico como o Vice-Presidente Executivo da WCW, bem como uma figura tipo gerente dentro da nWo.
No topo do programa, Bischoff emitiu um ultimato para o vestiário da WCW. Todos os lutadores foram dados 30 dias para ter os seus contratos de WCW comutada para contratos da nWo e se juntar ao grupo. Qualquer pessoa que não cumpriu se tornaria um alvo da nWo, como Bischoff afirmou claramente no final do seu discurso: "Ou você está conosco, ou está contra nós".
Quase imediatamente depois do discurso de Bischoff, os The American Males, Scotty Riggs e Marcus Bagwell, indo para o ringue. Riggs e Bagwell, que ganharam o WCW World Tag Team Championship, em setembro de 1995, mas foi largamente atrapalhou, pois, tinha tido alguns atritos ao longo das semanas anteriores, que vieram à cabeça quando Bagwell atacou seu parceiro de tag team depois de ser eliminado da World War 3 na noite anterior. Bagwell e Riggs estavam debatendo a questão de se juntar à nWo, com Bagwell querendo participar e se recusar a Riggs. Bagwell finalmente virou em seu parceiro e atacou, com o resto da nWo juntar dentro. Após a sua nomeação para o grupo, Bagwell mudou sua aparência e se tornou conhecido como Bagwell "Buff", jogando fora de seu físico musculoso. Outros que aderiram à nWo eram o Mr. Wallstreet em 9 de dezembro e Bubba Big Rogers e Scott Norton em 16 de dezembro. O lutador japonês Masahiro Chono também se juntou ao grupo em 16 de dezembro e se estabeleceu como o líder da nWo Japão, uma irmã estável na New Japan Pro Wrestling.
The Giant ganhou uma 60-man Battle Royal no World War 3 1996, ganhando um combate pelo título contra Hogan. No Starrcade 1996, Piper derrotou Hogan em um jogo sem o título em jogo. No mesmo evento, depois de custar a Diamond Dallas Page o Campeonato dos Estados Unidos em um torneio final contra Eddie Guerrero, a nWo retomou o cinturão e foi dado a Syxx, começando uma briga entre os dois. Na noite seguinte, The Giant foi expulso da nWo quando ele se recusou a aplicar um  Chokeslam em Piper em um ataque da nWo.
Para o fim do ano, em um episódio do Nitro, Scott Hall e Kevin Nash introduziu Kyle Petty da NASCAR como membro honorário do grupo, como Petty dirigia o carro de corrida da nWo no circuito do Busch Series (Petty tinha sido anteriormente envolvidos em um angle com a Jim Crockett Promotions, a antecessora da WCW, como um "juiz" no "Jogo de Um Milhão de Dólares" entre Dusty Rhodes e Ric Flair no Starrcade 1984 que contou com Joe Frazier como árbitro para o NWA World Heavyweight Championship). Um angle onde foi executado The Steiner Brothers (Rick e Scott) " vandalizado " o carro da nWo em uma pista de corrida por descascar a wrap (equipes da NASCAR, muitas vezes usar o envoltório de vinil para cobrir um carro em vez de pintar o carro; múltiplos esquemas impresso em vinil semelhante para decalques são posicionados, e cada um pode ser retirada para mostrar um outro esquema para outra corrida), assustando Petty e substituindo-o por Steve Grissom. Na realidade, o acordo com a Corrida Dan Shaver tinha dois motoristas de condução em corridas selecionadas cada. Como parte do angle, corridas de Grissom levou o esquema de pintura na WCW e Petty é um esquema de pintura da nWo.

#### 1997

Hollywood Hogan como o Campeão Mundial da WCW em 1997.

No início de 1997, a nWo tornou-se tão poderosa que tiveram seu evento pay-per-view próprio, intitulado Souled Out. Hogan e The Giant lutaram para uma competição sem vencedor no evento principal devido ao árbitro da nWo, Nick Patrick, sendo inclinado para Hogan na luta. O Campeão dos Estados Unidos Eddie Guerrero manteve o seu título contra Syxx em uma luta de escada. Nash e Hall perderam seus WCW Tag Team Championship para os The Steiner Brothers, mas Bischoff re-lhes atribuiu os títulos na próxima noite no Nitro depois de alegar que Randy Anderson, que correu para oficiar após Nick Patrick foi derrubado, não era um árbitro oficial para o Out Souled;. Bischoff também disparou Anderson por suas ações. A nWo teve um placar de 4-1 nas partidas restantes no card do evento, com a única perda sofrida pelo Mr. Wallstreet em sua luta contra Jeff Jarrett.
No SuperBrawl VII, Piper lutou contra Hogan pelo título em um esforço a perder. Esta luta marcou a primeira vez (e uma das poucas vezes) que Hogan tinha derrotado Piper. Randy Savage, que tinha voltado recentemente e estava no ringue para a luta, ajudou Hogan na vitória por aplicar um brass knuckles, que Hogan então utilizado para bater Piper. Savage em seguida participou de uma surra pós-jogo em Piper, cimentando o seu lugar na nWo. Mais cedo naquela noite, The Outsiders perderam seus títulos para Lex Luger e The Giant, enquanto Syxx derrotou Dean Malenko pelo WWE Cruiserweight Championship. Na noite seguinte, Bischoff voltou novamente os títulos de tag team para The Outsiders, como Luger tinha sido ferido e não foi liberado para lutar no combate. Luger, no entanto, não queria imediatamente dar a Bischoff o cinturão de volta e, em vez lançou um desafio para uma luta "O vencedor leva tudo" de duplas no Uncensored, que Bischoff aceitou. Duas semanas depois, na edição de 3 de março do Nitro, o presidente da Turner Sports, Harvey Schiller suspenso Bischoff por abuso de seu escritório. Na mesma época, a estrela da NBA, Dennis Rodman se tornou um membro da nWo.
O desafio Luger se transformou em uma luta tripla de eliminação de duplas no Uncensored. Ele estava na equipe da WCW com The Giant e The Steiner Brothers. A equipe da NWo consistia de Hogan, The Outsiders e Randy Savage. Uma terceira equipe foi liderada por Roddy Piper , que ainda estava irritado com a derrota para Hogan no SuperBrawl, e consistiu de si mesmo e três dos Four Horsemen- Steve McMichael, Jeff Jarrett e Chris Benoit. A luta não começou bem para o Time da WCW como a nWo atacou Rick Steiner bastidores e deixou incapaz de competir. A nWo eliminou cada lutador, exceto Luger, sem perder um homem, mas Luger reuniram-se para eliminar Hall, Nash, e Savage. No entanto, Savage bateu Luger com uma lata de tinta spray (dada a ele por Rodman), enquanto Hogan estava para aplicar um Torture Rack em Luger e Nash segurando o árbitro, de costas para a ação, o que permitiu Hogan fazer o pinfall em Luger e dando a  vitória do combate para a nWo. Além de ganhar, por uma cláusula pré-luta, a nWo ganhou o direito de disputar qualquer campeonato da WCW quando e onde quisessem. O evento, no entanto, fez final com uma nota feliz para WCW com Sting desceu das vigas e atacou todos os membros da equipe da nWo com um taco de beisebol e com seu golpe de assinatura o Deathdrop Scorpion, indicando assim sua lealdade a WCW.
No Spring Stampede de 1997 , a tensão começou a surgir dentro da nWo. Nick Patrick foi expulso do grupo após realizar a contagem a Savage em sua derrota para Diamond Dallas Page com Nash lhe aplicando um powerbomb no meio do ringue. O show terminou com Savage e Bischoff na garganta um do outro e forçando ambos a ser retido por outros membros do grupo. JJ Dillon, que foi apontado como comissário da WCW durante a suspensão de Bischoff, mais tarde teve Big Bubba Rogers e Mr. Wallstreet removido da nWo devido a uma tecnicalidade contratual. Finalmente, Ted DiBiase parado por meses do grupo mais tarde e se juntou aos The Steiner Brothers no episódio de 4 de agosto do Nitro como seu gerente. Nesse ínterim, a nWo recrutou The Great Muta em 26 de maio, e Hiroyoshi Tenzan e Hiro Saito várias semanas após o Spring Stampede; fizeram aparições ocasionais na televisão devido ao seu trabalho para a New Japan Pro Wrestling (com o qual a WCW teve uma relação de trabalho). A nWo também acrescentou Konnan, que eles batizaram de "K-Dogg", em 14 de julho depois que ele atacou Rey Mysterio, Jr., enquanto Kevin Nash assistia.
No Bash at the Beach em julho, Dennis Rodman fez sua estreia no wrestling e se juntou a Hogan para lutar contra Luger e The Giant em combate de duplas. Luger venceu o combate para sua equipe, forçando Hogan submeter ao  Torture Rack, e ganhou uma chance pelo WCW Heavyweight Championship no Road Wild, marcado para agosto. Luger, no entanto, optou por realizar a luta na edição de 4 de agosto do Nitro, cinco dias antes do pay-per-view e derrotou Hogan para ganhar o campeonato. Hogan conseguiu recuperar o título no Road Wild após Rodman, vestir-se como Sting, e Luger o bateu com um taco de beisebol, como o show acabou com a nWo comemorado no vestiário como Rodman "rebatizado" o campeonato da WCW com spray colocando o logo da nWo sobre ele.
Depois do Road Wild a nWo começou uma rivalidade com The Four Horsemen, marcados por uma esquete em que eles se vestiam como membros do grupo e zombaram dos Horsemen. A esquete cercou a recente adição de Curt Hennig para substituir o aposentado Arn Anderson nos Horsemen. Eles responderam desafiando a nWo na luta anual WarGames no Fall Brawl em setembro. A luta opôs Flair, Hennig, McMichael e Benoit contra Nash, Konnan, Syxx e Buff Bagwell. Durante a luta Hennig fingiu uma lesão no ombro, em seguida, revelou que era tudo uma artimanha como ele atacou seus companheiros e forneceu a nWo vários pares de algemas.
A nWo então usado as algemas para bloquear Benoit e McMichael à estrutura da jaula para todos os cinco membros da nWo (os quatro lutadores já envolvidos na luta mais Hennig) poderia bater em Flair. Apesar do ataque a Flair, bem como o espancamento de Benoit e o impotente McMichael, os Horsemen se recusaram a se render e Benoit pontuado esta cuspindo no rosto de Bagwell duas vezes. Finalmente, Hennig arrastou Flair para a porta da jaula e ameaçou bater cabeça de Flair entre a jaula e a porta se os Horsemen se recusaram a se render. McMichael então se rendeu, que Nash retransmitido para a multidão, e os nWo sairam vitoriosos na WarGames pelo segundo ano consecutivo. Para colocar um fim à noite, Hennig bateu a porta da jaula na cabeça de Flair e mesmo assim causou uma lesão grave o suficiente para que Flair perder várias semanas de ação. Na noite seguinte, Hennig saiu vestindo roupão de Flair, que ele deu a Hogan como um presente, e mais tarde da noite, que se tornou o quinto membro da nWo a ganhar um campeonato da WCW (após Hogan, Hall, Nash & Syxx), quando ele derrotou McMichael pelo Campeonato dos Estados Unidos.
Em 10 de novembro de 1997 em uma edição do Nitro, que seguiu o Montreal Screwjob no WWF Survivor Series na noite anterior, a nWo veio ao ringue com bandeiras canadenses e Eric Bischoff anunciou que Bret Hart, a vítima do referido Screwjob, assinou com WCW e se iria juntar à nWo em sua estreia. Uma semana depois, Rick Rude, que estava trabalhando para a WWF em um negócio de aperto de mão por várias semanas e que apenas seis dias antes tinha gravado sua aparição no Raw Is War, voltou a WCW como membro da nWo e criticou Shawn Michaels alegando que ele era o campeão da WWF, quando ele realmente não tinha batido Hart, bem como proclamando sua simpatia por Hart e seu desejo de vingança contra o lutador que tinha terminado a sua carreira no ringue três anos antes, Sting.  Scott Hall ganhou então uma Battle Royal no World War 3 1997, e por uma cláusula pré-jogo ganhou uma chance pelo WCW World Heavyweight Championship no SuperBrawl VIII previsto para fevereiro do ano seguinte.
Bret Hart fez sua estreia na WCW em 15 de dezembro de 1997 na edição do Nitro e acabou com a especulação quanto à possibilidade ou não ele ia se juntar à nWo, declarando que não o faria. Hart também disse que ele foi nomeado o árbitro convidado especial para a luta de Bischoff com Larry Zbyszko no Starrcade pelo controle do Nitro. Na segunda-feira antes do Starrcade, como um teste de legitimidade de um programa centrado na nWo, a nWo completamente assumiu o programa da segunda-feira. Eles derrubaram o set e fugiram com os comentaristas Tony Schiavone, Bobby Heenan e Mike Tenay. Eles, então, substituiram todos os logotipos da WCW com o logotipo da nWo e converteram o WCW Monday Nitro no nWo Monday Nitro. Este evento foi concebido como um teste legítimo para uma mudança permanente do Nitro para um show centrado na nWo, com o Thunder estreando e se tornando o espetáculo central da WCW no horário nobre (RD Reynolds e Bryan Alvarez, em seu livro A Morte da WCW, alegou que isso era parte de um plano de Bischoff para continuar a relegar a WWF na hierarquia do wrestling, tratando a nWo e WCW como duas promoções diferentes. No entanto, devido às avaliações abismais após os vinte minutos da conversão do conjunto ao vivo na televisão, o plano para um show semanal da nWo foi calmamente abandonada, com as provas sendo apenas os ocasionais segundas-feiras da nWo e com a Nitro t-shirt que está sendo usado por um membro da nWo (Bischoff também usuava a nWo Monday Nitro como a sua própria música de entrada algum tempo depois).
No Starrcade 1997, Zbyszko derrotou Bischoff por desqualificação após interferência de Scott Hall, dando controle total do Nitro para a WCW. No evento principal, Hogan perdeu o WCW Championship para Sting. Hogan tinha originalmente derrotado Sting, mas a confusão surgiu quando Bret Hart apareceu no ringue e acusou árbitro e ex-membro da nWo Nick Patrick de fazer uma contagem rápida, alegando que "isso nunca vai acontecer de novo" (referência ao Montreal Screwjob). Na realidade, Nick Patrick era para fazer uma contagem rápida, revelando-se um funcionário desonesto. Por conta de Bret Hart em sua biografia, Patrick simplesmente se esqueceu de acelerar a contagem, o que deixou os fãs extremamente confusos. Hart estabeleceu a Patrick e ordenou que a luta continuasse com ele mesmo como o árbitro. Hogan foi então submetido a um  Scorpion Death Lock de Sting, sendo obrigado a desistir.

#### 1998: a divisão
Pouco depois de Hogan perder o título no Starrcade, a nWo começou a mostrar sinais de divisão dentro do grupo. Por exemplo, enquanto que antes o grupo viajou para a arena juntos em uma limusine, em 1998 começou a todos eles começaram a viajar em carros separados. Embora Bischoff negou existir quaisquer problemas, claramente não era. Por causa da polêmica em torno vitória do título por Sting, James J. Dillon vagou o título em 8 de janeiro de 1998 no episódio inaugural do WCW Thunder. Isso levou a Sting para finalmente falar depois de 16 meses, falando a Dillon "Você não tem coragem!" antes de virar para Hogan e declará-lo um "homem morto".
Além de o título ser vago, Scott Hall ainda estava escalado para enfrentar o campeão mundial no SuperBrawl conforme a estipulação em torno de sua vitória no World War 3, e isso também teria que ser resolvido com o campeonato vago. O novo comissário da WCW Roddy Piper resolveu isso no Souled Out em 24 de janeiro. Piper reconheceu Hall como um candidato ao título, mas declarou que já que não houve campeão para ele encarar no SuperBrawl ele iria enfrentar o vencedor de uma luta contra Hogan e Sting no Uncensored em março.
Mais tarde naquela noite, a disputa entre Hall e Larry Zbyszko chegou ao fim quando ele derrotou Hall por desqualificação quando Louie Spicolli, que tinha acabado de assinar com WCW um mês antes, interferiu. Após a luta Dusty Rhodes, que tinha ficado na cabine de transmissão naquela noite e que Zbyszko pediu para vir ao ringue com ele, se juntou Hall e Spicolli para atacar Zbyszko e entrou para a nWo, onde atuou como um mentor para Hall.
Enquanto que estava acontecendo, Kevin Nash foi proibido de usar o seu golpe de finalização, o jackknife powerbomb. No Souled Out tentou executar o movimento em The Giant na luta, mas não conseguiu levantar o lutador de 500 libras sobre a sua cabeça e, em vez caiu-lhe na cabeça e pescoço levando a uma grave lesão que manteve The Giant fora de ação por várias semanas. Isso levou a JJ Dillon anunciar no Nitro que o jackknife powerbomb, bem como qualquer variação do powerbomb foram impedidos na WCW, e que qualquer pessoa usando o movimento(s) seria seriamente multado e desqualificado nessa luta. Ele também disse que, se Nash tentasse seu movimento, não só ele seria desclassificado e multado, mas escoltado para fora da arena por Doug Dilinger e a segurança da WCW. Nash chamando isso de blefe de Dillon em uma luta mais tarde naquela noite aplicando um powerbombing em Ray Traylor, que o levou a ser algemado e escoltado para fora da arena pela segurança.
A nWo continuou a expandir seus membros no ano novo como o ex-lutador da WWF Brian Adams pulou fora do barco para WCW e se juntou à nWo. Hogan ganhou um guarda-costas segundo quando Ed Leslie, que já havia tentado se juntar à nWo no Road Wild, em 1996, estreou como um motociclista quase irreconhecível barbudo apelidado de "o discípulo".
Logo, os problemas começaram a surgir entre Hulk Hogan e Randy Savage no evento principal do Nitro em 5 de janeiro de 1998. Savage tentou derrotar Lex Luger em diversas ocasiões, mas perdeu por causa da interferência de outros membros da fracassada nWo, incluindo Hogan. Isso levou a discussões acaloradas entre Savage e Hogan, e quase houve confronto físico entre Savage e Nash.
No SuperBrawl VIII, a nWo tinha uma matriz mista de sucesso. Hall e Nash recuperaram o campeonato de duplas dos Steiner Brothers após Scott Steiner inesperadamente virou em seu irmão Rick e o gerente Ted DiBiase. Scott entregou os títulos para Hall e Nash após a luta e comemorou com os de fora e Dusty Rhodes, marcando sua indução na nWo. No entanto, Hogan perdeu para Sting em um luta pelo vago título mundial, e foi atacado por Savage no final da luta, quando ele atingiu um Hogan abatido com uma lata de tinta spray enquanto Sting lutou contra o resto do grupo.
Após o SuperBrawl Savage em seguida, fez claras suas intenções. Ele declarou que já não precisava da ajuda da nWo para ganhar lutas, que Hogan deixou a bola cair, e que ele estava indo atrás de Sting para tentar trazer o campeonato mundial de volta para a nWo. Hogan e Savage tentou um contra o outro em episódios do Nitro e Thunder nas próximas semanas, o que levou a uma luta em uma jaula de aço no Uncensored em março, que terminou sem vencedor. Savage afirmou então a Hogan que havia alguns membros da nWo que estavam tramando para jogá-lo para fora do grupo, que foram os primeiros sinais de um rompimento do grupo. Mais cedo naquela noite, Hall perdeu a World War 3, ganhando disputa do título contra Sting.
O abismo entre as diferentes facções da nWo cresceu mais amplo após Syxx, que havia sido lesionado desde outubro, foi liberado de seu contrato. Pouco tempo depois, Scott Hall foi retirado da televisão e isso levou a um confronto entre Kevin Nash, Eric Bischoff e Hogan em 26 de março em uma edição do Thunder. Hogan disse a Nash que ele não sabia onde Hall foi e fez uma sessão de declaração sobre Syxx dizendo que ele "não poderia cortar a mostarda," na realidade, Hall tinha sido enviado para a reabilitação para tratar de seu alcoolismo contínuo. Sean Waltman (Syxx) retornou para a World Wrestling Federation, quatro dias depois, como X-Pac e retribuiu o favor, dizendo que se Hall e Nash estavam contratualmente capaz de fazer isso, eles podiam pular do barco e segui-lo de volta para a WWF, o que levou a Bischoff para responder com um simples "me morde" no Nitro de 6 de abril;
As diferenças dentro da nWo foram se tornando mais evidente. Randy Savage e Nash estavam de repente percebendo que Hogan foi apenas olhando para si mesmo, e a nWo era secundário. Nash ficou do lado de Savage após Hogan tinha interferido em uma série de lutas entre Sting/Nash, não querendo ter que enfrentar Nash para ter de volta o seu título. Nash apoiou Savage em sua busca para derrotar Sting, mas também concordou com a equipe com Hogan contra o retorno Roddy Piper e The Giant em uma Baseball Bat on a Pole Match. Nash deixou claro, no entanto, que ele iria tão logo usar o bastão em Hogan. No Spring Stampede de 1998 , Hogan e Nash derrotaram Piper e The Giant. Após a luta, Hogan agrediu Nash. Nash mais tarde ajudou Savage a derrotar Sting aplicando um powerbombing no campeão, ganhando a vitória para Savage, o título, e a ira de Hogan, que saiu após a luta argumentando que Savage tinha "o seu título". Hogan e o The Disciple então atacaram Nash e Savage para fechar o show.
Na noite seguinte no Nitro, a divisão aguardado da nWo começou a tomar forma. Para conduzir a noite, Hogan lançou um desafio para o novo campeão para o seu título, e o Comissário da WCW Roddy Piper fez a lutas sem desqualificações e também disse que não desentendimentos seria permitido. Hogan e Savage se enfrentaram no evento principal do programa, em uma luta muito física onde os homens recorreram a todos os meios que poderia pensar em tentar tirar o outro. No final da luta, enquanto Hogan e Savage estavam lutando em um canto, The Disciple entrou no ringue e aplicou no árbitro Nick Patrick um neckbreaker. Enquanto isso foi permitido, devido a luta ser sem desqualificações, isso também significou que ninguém foi capaz de parar Hogan e The Disciple de fazer o que eles queriam com um Savage ferido e espancado. Eles começaram arrastando Savage para um canto e envolvendo o joelho em torno do poste aço do ringue. Após Hogan declarou que ele foi feito, ele ordenou a The Disciple de pegar o cinturão de campeão mundial e entrar no ringue. Como tinha feito várias vezes antes de Hogan, The Disciple acertou seu movimento de finalização, The Apocalypse em Savage, enquanto o cinturão foi estendido sobre seu ombro. Logo após isso, um Nash furioso cobrado para o ringue e entrou em cena. Pouco depois, ele bateu em Eric Bischoff que foi ao ringue e correu para tentar interceptá-lo, e manteve sua perna enquanto Hogan e The Disciple atacavam. Como Hogan foi para atacar com o cinturão em Nash, ele se abaixou e Hogan acabou acertando The Disciple, que estava segurando Nash. Depois de lançar Bischoff para o lado, Nash acertou o jackknife powerbomb em Hogan. Como a luta não tinha chegado ao fim ainda, Nash puxou Savage em cima de Hogan e foi para acordar Patrick quando Bret Hart entrou no ringue. Hart pegou o cinturão de campeão, bateu Nash com ele, rolou para trás sobre Hogan, e acordou o árbitro para que ele pudesse contar sob Savage. Embora Hogan era Campeão Mundial da WCW pela quarta vez e parecia ter tomado as rédeas da nWo, novamente, os membros do próprio grupo foram agora vai ter que escolher de que lado eles estariam: em seu lado ou de Nash.
Na edição de 4 de maio do Nitro, Kevin Nash, Randy Savage, e Konnan apareceram vestindo camisas pretas com um logotipo da nWo vermelho, ao contrário do logotipo familiar branco. Eles se chamavam nWo Wolfpac, e juntaram-se nas semanas seguintes com Curt Hennig, Miss Elizabeth e Rude Rick. O Wolfpac tornou-se a primeira encarnação da nWo a lutar como mocinhos. O lado de Hogan manteve as cores preto e branco da nWo original e assumiu o apelido de nWo Hollywood, com Vincent, Bischoff, Dusty Rhodes, Scott Steiner, Norton Scott, Brian Adams, e o The Disciple do seu lado. Bret Hart nunca juntou-se oficialmente um ou outro lado, mas apoiava a nWo Hollywood.
As alianças de dois membros da nWo não eram ainda conhecidos, no entanto. Primeiro, Buff Bagwell sofreu uma lesão grave no pescoço no Thunder gravado na noite após Hogan derrotar Savage quando Rick Steiner dirigiu a cabeça no tapete acidentalmente e ficou fora por vários meses. Além disso, a ausência misteriosa de Scott Hall não foi resolvido, embora ele e Nash continuvam a ser WCW Tag Team Champions. Isso não impediu um ou outro lado de recrutar novos membros, no entanto, o primeiro membro da WCW  a participar de uma das facções da nWo causou um grande problema para um dos principais eventos de maio do Slamboree. Nash e Hall foram para defender seus campeonatos mundiais de Tag Team contra dois fiéis à WCW, Sting e The Giant. No entanto, The Giant entrou para nWo Hollywood pouco antes do Slamboree como retribuição por Nash ferindo-o no Souled Out em janeiro. Apesar disso, The Giant manteve sua aliança com Sting, mas fortemente sugerido que Sting tinha uma decisão a tomar em termos de sua aliança. O que aconteceu no Slamboree agravado este problema.
Hall fez o seu regresso a WCW nas cores da Wolfpac para a defesa do título dos "The Outsiders". Durante a luta, no entanto, ele se virou contra Nash por bater-lhe com o cinturão de campeão, que deu a vitória à equipe de Sting e The Giant. Hall na noite seguinte foi apresentado como o mais novo membro da nWo Hollywood.
Em 25 de maio na edição do Nitro a Wolfpac acrescentou Lex Luger, que disse se juntar "só se sente bem", e pediu a seu amigo Sting se ele ia se juntar a ele. No entanto, a nWo Hollywood não estava pronto para ver Sting se juntar ao Wolfpac e fez seu próprio esforço para atrair Sting. Sting revelou a sua decisão na semana seguinte do Nitro, desviando Hogan em acreditar que ele iria se juntar ao seu lado, depois de ligar ele e arrancar a camiseta preta e branca que ele usava para revelar um vermelho e preto uma por baixo. Como parte de sua adesão à Wolfpac, Sting começou a pintar o rosto de vermelho e preto em vez da pintura facial de "Raven" em preto e branco que ele usava desde 1996.
No The Great American Bash de 1998 , o Wolfpac perdeu dois membros sendo Hennig e Rude se virando contra Konnan após uma perda e se juntou a nWo Hollywood. Não foi uma perda total para o vermelho e preto, porém , como Sting derrotou The Giant em uma luta simples pelo vago campeonato de duplas. Na noite seguinte no Nitro, Sting escolheu Nash como seu sócio e os dois começaram a defender os títulos.
Enquanto isso, um novo concorrente para o campeonato de Hogan surgiu no estreante, invicto e Campeão dos Estados Unidos Goldberg, que tinha uma impressionante seqüência de vitórias. Na edição de 2 de julho de 1998 do Thunder, Goldberg foi concedido um combate pelo título contra Hogan na edição de 6 de julho do Nitro. No entanto, Hogan mudou de ideia e forçou a Goldberg lutar contra Scott Hall, a fim de ganhar a disputa do título. Goldberg derrotou Hall e então superou Hogan no evento principal para conquistar seu primeiro WCW World Heavyweight Championship.
Depois de sua derrota para Goldberg, Hogan voltou sua atenção para as luta de celebridades nos próximos dois meses, lutando em duas partidas de duplas no Bash at the Beach e Road Wild. Hogan ganhou a primeiro luta com Dennis Rodman sobre Diamond Dallas Page e Karl Malone. A segunda luta foi o culminar de um enredo que envolve várias esquetes do The Tonight Show with Jay Leno que  tirava sarro de Hogan, o que resultou em Hogan e Eric Bischoff assumir o show e Diamond Dallas Page vindo para salvar o dia. Hogan e Bischoff perdeu para Page e Leno graças a interferência de Kevin Eubanks.
Enquanto isso, a briga entre Scott Hall e Kevin Nash continuou enquanto Nash continuou a defender a sua metade do campeonato de duplas com Sting. Em 20 de julho na edição do Nitro Hall e The Giant desafiaram os campeões para uma luta pelos títulos. No final da luta Bret Hart, que estava brigando com Sting nas semanas anteriores, saiu em uma tentativa de atacar Sting. Sting derrubou Hart no chão e escalou o gancho do reboque para provocá-lo, mas o lapso momentâneo de Hall de concentração para derrotar o Outsiders Edge e fazer a contagem em Sting para tirar os campeonatos de duplas de volta ao preto e branco.
O Wolfpac nWo se tornou bastante popular entre os fãs de luta livre no verão de 1998, enquanto continua sua batalha com a nWo Hollywood, e formou uma aliança um pouco desconfortável com o roster da WCW. Enquanto isso, Hulk Hogan tinha sua própria batalha para lidar com a forma de The Warrior, que voltou ao wrestling em uma edição de agosto do Nitro. Warrior formou sua própria facção apelidado de One Warrior Nation, que incluiu a si mesmo e o ex-membro da nWo The Disciple.
A disputa entre Hall e Nash culminou em uma luta simples no Halloween Havoc em outubro, onde Hall ganhou uma vitória após Nash não obedecer a contagem do árbitro após Nash deixou o ringue após dois Jackknife Powerbombs. Nash declarou mais tarde que ele não se importava em ganhar a luta, ele só queria o amigo de volta. Na mesma noite Hollywood Hogan derrotou The Warrior, quando o sobrinho de Hogan, Horace, interferiu e se juntou a nWo Hollywood. Bret Hart derrotou o membro da Wolfpac Sting, colocando-o fora de ação por cerca de 6 meses.
Na World War 3 1998 , a nWo Hollywood atacou Scott Hall e chutou para fora do grupo por desrespeitar Hogan e Bischoff algumas semanas antes. Kevin Nash ganhou uma Battle Royal de 60 homens e ganhou uma chance pelo título mundial WCW contra o ainda invicto Goldberg. Sobre o episódio de Ação de Graças do The Tonight Show with Jay Leno, o líder nWo Hollywood Hulk Hogan anunciou sua aposentadoria do wrestling profissional. Scott Steiner passou a assumir o papel de liderança na facção nWo Hollywood.
Três meses antes daquele ano, Harlem Heat de Stevie Ray, que já havia flertado com a possibilidade de se tornar um membro da nWo, juntou-se oficialmente nWo Hollywood em 24 de agosto.

Representando a nWo Wolfpac, Nash ganhou o WCW World Heavyweight Championship no Starrcade.

No Starrcade 1998, Nash deu a Goldberg sua primeira derrota e ganhou o WCW World Heavyweight Championship. Hall interferiu na luta e atingindo Goldberg com um cattle prod, incapacitando-o tempo suficiente para que um Nash aplicasse o Jackknife Powerbomb e conseguisse a vitória.
No primeiro Nitro após o Starrcade 98, o evento principal seria entre o Presidente da WCW/nWo Eric Bischoff e o lutador da franquia da WCW Ric Flair. Isso foi depois de meses de disputas e semanas de exigir uma luta contra Bischoff para a presidência da empresa. Flair declarou que ele iria desistir de todos os seus bens se ele perdeu a luta e foi feita por Bischoff, que acreditava que Flair não seria capaz de competir depois de ter um ataque cardíaco (kayfabe) durante um promo. Bischoff tentou sair da arena para evitar a luta e saiu para uma limusine ocupada pelo colega de Flair o Horsemen Steve "Mongo" McMichael e Chris Benoit. Levaram-no de volta ao ringue onde Ric Flair o espancou em um de um lado. Membros da nWo Preto de branco veio em auxílio de Bischoff, mas foram impedidos de alcançar o ringue pelos Four Horsemen.
Enquanto os Horsemen lutaram contra o nWo e Flair batendo Bischoff no ringue, The Giant fez o seu caminho corpo a corpo e deu uma cabeçada em Flair. The Giant foi para aplicar um chokeslam, mas foi interrompido pelo retorno Macho Man Randy Savage, acompanhado pela primeira vez por nova namorada Gorgeous George. Devido a lesão de Savage ele não tinha sido visto na WCW e na TV desde 15 de junho. Savage enganou The Giant a pensar que ele estava de costas, como Savage estava surgindo uma camiseta preta e branca da nWo, e depois de "baixo soprada" ele e bateu para fora do ringue. Flair fez seu movimento de assinatura, o figure-four leg-lock em Bischoff para vencê-lo no centro do ringue, que agora estava cercado por lutadores da WCW e os Horsemen. Flair comemorou com gotas no joelho de Bischoff e foi acompanhado no ringue por talentos da WCW e outros comentaristas como Tony Schiavone e Larry Zybysko. Flair tornou-se presidente da WCW por 90 dias e Bischoff foi relegado volta para sua antiga posição como comentarista. O final da luta simbolizava um novo começo para a WCW em posição a 1999 e parecia ser a possível conclusão para a história da nWo.

#### 1999
Em 1999 começaram as facções da nWo divididas eram liderados pelo campeão mundial Nash, que estava descontente com ações de Hall no Starrcade, e Scott Steiner, que havia assumido o nWo Hollywood depois da aposentadoria de Hogan em novembro. No primeiro Nitro do novo ano, que teve lugar no Georgia Dome em Atlanta, Nash e Goldberg estavam programados para se enfrentam em uma revanche do Starrcade como Nash tinha prometido na edição de 28 de dezembro do Nitro. No entanto, a nWo Hollywood acusou o ex-campeão de perseguir Miss Elizabeth e Goldberg e foi preso e levado da arena algemado.
Mais tarde naquela noite Hogan fez o seu regresso à WCW pela primeira vez desde novembro e foi desafiado pelo atual campeão. Hogan aceitou o pedido de Nash e Goldberg que teve lugar no evento principal. Na luta, depois que o sino tocou para começar a luta, Hogan cutucou Nash no peito, depois Nash caiu na lona. Hogan fez o pinfall em Nash para e se tornou campeão novamente. Após a vitória Hogan comemorado no ringue com Nash, Hall, e Scott Steiner, revelando que era tudo uma conspiração e da nWo tinha reunido sob o título de Wolfpac. No entanto, enquanto Hogan, Hall, Nash, Steiner, Lex Luger, Buff Bagwell e Konnan faziam parte do Wolfpac, os outros lutadores da nWo (The Giant, Curt Hennig, Horace Hogan, Stevie Ray, Brian Adams e Vincent) ainda estavam nas cores preto e branco do nWo Hollywood e nunca foram oficialmente assimilados de volta para o grupo. Este grupo de curta duração foi ironicamente marcado como a nWo B-Team por fãs e comentaristas. Esta "equipe B" era um grampo de programação ao longo de 1999 para a WCW e Stevie Ray foi o seu líder. Esta versão B da nWo oficialmente consistia de Stevie Ray, Vincent, Horace, Norton Scott e Brian Adams. Konnan foi uma das primeiras pessoas eliminadas do grupo, depois de ser atacado por Lex Luger. Ele, então, juntou-se com Rey Misterio, Jr. e começaram a brigar com a nWo. Sting, ex-membro do Wolfpac, esteve em hiato durante a reunião nWo e não participou do grupo de vilões agora em seu retorno.

#### Fim da era nWo
A New World Order reunificada não durou muito tempo em vista das outras facções.
No lado Elite/Wolfpac que fez sucesso inicial com Hulk Hogan como WCW World Champion, Scott Steiner como Television Champion e Scott Hall, com o United States Champion. No entanto, eles foram destruídos por lesões quando o pé de Hall foi acidentalmente apoiado por um carro e ele foi colocado na prateleira (e, posteriormente, foi destituído do título), enquanto Lex Luger sofreu uma lesão no bíceps e como resultado, ele e Elizabeth entrou em hiato. Hogan perdeu o Campeonato Mundial no Uncensored para Ric Flair e Steiner perdeu o Television Championship para Booker T após Bagwell acidentalmente lhe acertar com uma cadeira. Pouco depois Steiner vencê-lo, atirou-o para fora do grupo. Scott mas tarde reunido com o seu irmão Rick, que interferiu em nome de Scott durante sua luta com Bagwell no Slamboree em maio de 1999. Scott então empossado Rick na nWo, embora nunca Rick realmente abraçou. Um mês antes, Hogan foi gravemente ferido durante uma luta Fatal 4-Way (com Page, Flair e um retornou, Sting pintado de branco com Randy Savage como o árbitro convidado) no Spring Stampede pelo título mundial, que Diamond Dallas Page ganhou, e foi posto fora de ação por tempo indeterminado. Nash começou então uma rivalidade com Page, que ele culpou por causar lesão de Hogan, e derrotou-o pelo título mundial no Slamboree. Por este ponto, no entanto, o enredo da nWo tinha definhado. Scott Steiner foi forçado a ir em hiato devido a uma lesão nas costas. Outros membros menores incluído Disco Inferno, David Flair e Samantha. Inferno envolvido em uma briga com Konnan que terminou com uma derrota para ele no Spring Stampede 99 (que foi o final tranquilo de sua participação), enquanto Flair e Samantha foram discretamente removidos televisão após perda do título de Hogan no Uncensored.
No início desse ano, a nWo preta e branca viu The Giant e Curt Hennig derrotado e retirado do grupo (com Hall explicando que era "hora de cortar a gordura"), The Giant se tornaria mais tarde The Big Show na WWF no St. Valentine's Day Massacre: In Your House, e, mais tarde, Hennig formaria equipe com Barry Windham, enquanto os outros continuaram com um enredo que viu cada membro dito por Hogan eram o líder do grupo. Isso levou a lutas internas que eventualmente viu Stevie Ray com o controle após derrotar os outros membros em uma Battle Royal. No entanto, por que o tempo da Elite Wolfpac tinha desmoronado e a nWo já não tinha qualquer importância na WCW. Como o ano passou, a nWo preta e branca, lentamente, começou a distanciar-se um do outro. Scott Norton deixou a empresa por completo logo após a battle royal, preferindo ficar no Japão, onde ele começou a construir sua carreira. Brian Adams foi expulso do grupo e desapareceu da programação da WCW por algum tempo, eventualmente formando uma dupla com Bryan Clark chamado KroniK. Vincent deixou o grupo e se juntou aos West Texas Rednecks com o ex nWo Curt Hennig e Barry Windham, mudando seu nome para "Curly Bill" e depois para "Shane"(como outro tapa na cara de Vince McMahon). Stevie Ray reformou a  Harlem Heat com Booker T no final daquele ano e ganhou mais três títulos de duplas juntos antes de se separarem para sempre até o final do ano. Horace Hogan entrou na recém-criada divisão hardcore e sustentou por seu campeonato (nunca ganhdo), em seguida, jogou um papel no enredo do New Blood, que dominou a WCW no início de 2000. Ele deixou a empresa após o incidente no Bash at the Beach, que ano onde Vince Russo demitiu seu tio.
Hogan e Nash também entrou em uma briga antes do final do verão. Nash perdeu o campeonato mundial em uma luta de suplas no Bash at the Beach em julho colocando ele e Sting contra Sid Vicious e Randy Savage com Savage fazendo o pinfall nele. Na noite seguinte, Hogan voltou ao Nitro e aceitou um desafio de Savage para o campeonato; Nash interferiu aplicando um powerbombing em Savage e Hogan deu a vitória, mas na semana seguinte Nash atacou Hogan durante uma luta com ele mesmo e alinhado com Vicious Vicious e Rick Steiner. Ao longo das próximas poucas semanas Hogan e Nash, juntamente com Vicious e Steiner (do lado de Nash) e Sting e Goldberg voltando (do lado de Hogan) rivalizou com o outro, culminando em um combate no Road Wild onde Hogan colocou seu título e carreira em a linha contra a carreira de Nash. Hogan retornou ao seu traje vermelho e amarelo e venceu a partida no Road Wild forçando Nash a se aposentar. Nash continuou a fazer aparições depois, geralmente criando problemas nos bastidores com Hall como seu comparsa, e usando disfarces tolos para jogar jogos de mente em algum dos talentos.

#### Reforma (final de 1999-início de 2000)
No final de dezembro, Nash, Hall, Jeff Jarrett e Bret Hart iriam reformar a nWo. Hall, Nash e Jarrett iriam interferir em nome de Hart na sua luta com Goldberg, causando Hart para ganhar o vago título mundial da WCW, e Nash anunciou que "a banda estava de volta juntos". Após Goldberg acidentalmente se machucou ao quebrar o pára-brisa limusine da nWo, Sid Vicious, Chris Benoit e Terry Funk foram deixados a rivalizar com a nWo. Scott Steiner voltou e voltou ao grupo depois de atacar Vicious. Os Harris Brothers atuariam como guarda-costas da nWo, antes de entrar para o grupo. Como membros nWo, os irmãos Harris se tornariam Campeões de Duplas da WCW duas vezes. Hart foi obrigado a desocupar o título mundial e entrou em hiato com a WCW em meados de janeiro, devido a uma lesão sofrida em uma luta com Goldberg semana anterior. No seguinte ao Souled Out, Nash derrotou Funk para se tornar comissário da WCW, mas seu reinado foi interrompido depois que ele sofreu uma fratura no tornozelo e teve que se retirar da WCW por um tempo. Jarrett venceria uma disputa de título enfrentando o novo Campeão Mundial Sid Vicious no SuperBrawl. No entanto, Jarrett também rivalizaria com colega da nWo Scott Hall após Hall tentou derrotar Vicious e conquistar o título. A luta no SuperBrawl seria alterada para uma three-way dance entre Hall, Jarrett e Vicious. Vicious venceu a partida e Hall deixou a WCW para o seu bem. Jarrett enfrentou Vicious para o título novamente no Uncensored e perdeu. Com o retorno de Eric Bischoff e Vince Russo, em abril, a nWo totalmente desmontada e Jarrett, Steiner e os irmãos Harris juntou-se ao The New Blood, enquanto Nash retornando juntou-se ao Millionaire's Club.

### World Wrestling Federation/Entertainment (2002)

#### 2002

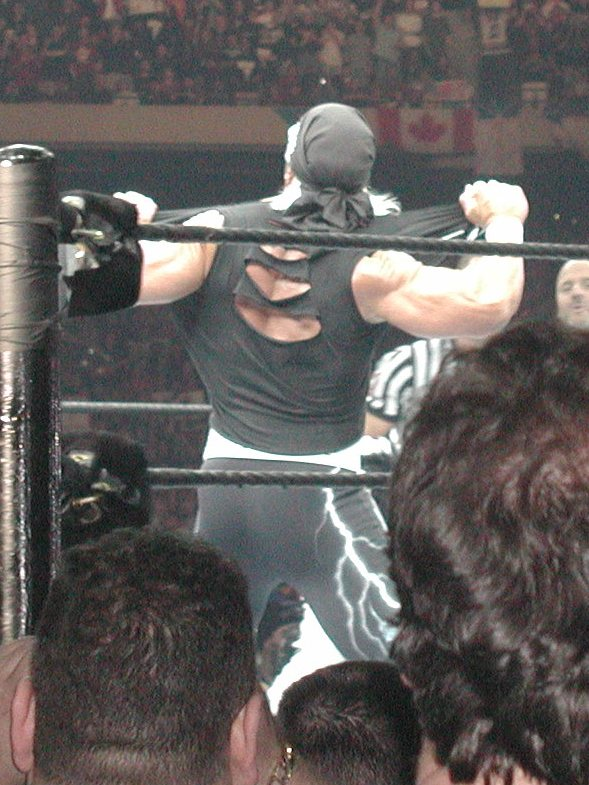
"Hollywood" Hulk Hogan fazendo sua entrada na WrestleMania X8, sua primeira WrestleMania depois de oito anos.

Após a WWF comprar a WCW em 2001, Vince McMahon trouxe Hogan, Hall e Nash, a nWo original, no No Way Out 2002. Neste enredo, a nWo foi trazido como bandidos contratados de McMahon em uma tentativa de "matar" a WWF para que McMahon não ter que dividir o poder com o novo "co-proprietário" da WWF Ric Flair. Eles começaram alvejando da empresa duas maiores estrelas, Steve Austin e The Rock. Hogan deixou o grupo depois que ele perdeu sua luta na WrestleMania X8 com The Rock e foi agredido após aquela partida por Hall e Nash. O retorno de Hogan para a WWF após 8 anos tinha fãs torcendo por ele, mesmo sendo um vilão. Como resultado, ele virou o rosto e começou a rivalizar com Hall e Nash, com The Rock, Kane e Bradshaw em seu lado na ocasião. Hall e Nash então, dois ex-membros da nWo, X-Pac (anteriormente conhecido como Syxx), em 21 de março de 2002, na edição do SmackDown! em Ottawa, Ontário, e The Big Show (anteriormente conhecido como The Giant), em 22 de abril no Raw.
O reencontro da nWo na WWF não durou muito tempo, no entanto. Durante um ataque contra Bradshaw, Kevin Nash feriu seus bíceps e foi colocado fora de ação por vários meses. Enquanto isso, Hall pediu sua liberação da WWE em maio de 2002, porque ele estava no meio de uma disputa de custódia com sua ex-mulher sobre os seus dois filhos, de acordo com Nash (Nash fez essa declaração durante promoções de mídia em Detroit para o Vengeance 2002). Essa disputa levou a Hall ficar bêbado em um vôo de volta do Reino Unido e entrar em uma briga. Ao voltar para os Estados Unidos, Hall foi imediatamente demitido. Flair tornou-se  semi-membro da nWo depois de se virar contra Stone Cold Steve Austin. Como proprietário do Raw Flair, criou uma luta lumberjack match, Austin contra o mais novo membro da nWo, que acabou por ser Booker T. Booker tinha acabado de terminar um esquete com Goldust minutos antes, onde ele estava usando uma fantasia de lenhador e barba falsa, todos, mas destruir sua força de "durão" foi para a luta. Nash introduziu Shawn Michaels na nWo na edição de Junho 3 do Raw. Michaels então literalmente "chutou" Booker fora da nWo uma semana depois. Michaels, em seguida, em meio a uma aposentadoria de quatro anos de pro wrestling, seria o primeiro membro da nWo que nunca lutou na WCW. Michaels e Nash em seguida, iriam definir as suas vistas sobre o recrutamento de Triple H (usando ameaças e exigências) para a nWo, o que implica que iria recriar o seu velho grupo nos bastidores, o The Kliq. Essa história nunca foi finalmente resolvida, como Nash sofreu uma lesão no tendão do quadríceps que o obrigou a perder um longo período de tempo. Depois, o enredo da nWo foi definitivamente abandonado e os restantes membros se afastaram. Michaels passou a voltar à competição ativa dentro de algumas semanas, Big Show acabou sendo trocado para o SmackDown e X-Pac foi liberado de seu contrato.

#### Aparição final
Em 8 de julho, Kevin Nash retornou à ação no Raw, em parceria com Eddie Guerrero, X-Pac, The Big Show e Chris Benoit para derrotar Booker T, Goldust, Bubba Ray Dudley, Spike Dudley e Rob Van Dam. Segundos após a troca de parceiros pela primeira vez, Nash machucou seu quadríceps após aplicar um de um big boot em Booker T, imediatamente colocá-lo de volta na lista de machucados. No Raw seguinte (15 de julho), Vince McMahon saiu para o ringue para a entrada da nWo e fez o anúncio de que o grupo foi oficialmente dissolvida com Eric Bischoff tornando-se Gerente geral do Raw. Isto marcou a última vez que a nWo foi visto na programação da WWE, além de mais tarde menciona em promos, flashbacks e lançamentos em DVD. No entanto, o logotipo da nWo inspirou futuras t-shirts para lutadores da WWE, mais famosa por Randy Orton, que usava uma t-shirt com o seu movimento de acabamento e as iniciais "RKO" no design clássico logotipo da nWo. Então o concorrente do NXT Michael Tarver também usava uma camisa da nWo de inspiração semelhante em 2010, com "nXt" no lugar de "nWo" na camisa.

### Total Nonstop Action Wrestling (2010)

#### The Band (2010)
Embora nunca tenha sido anunciado como a nova nWo, o grupo iria se reunir em 2010, quando, semanas antes da estreia de Hulk Hogan na Total Nonstop Action Wrestling (TNA), Kevin Nash tinha insinuado que "a banda foi ficando para trás junto". No episódio ao vivo de 4 de janeiro de 2010 do TNA Impact! em uma segunda-feira com um programa especial de três horas, Sean Waltman (Syxx/X-Pac) e Scott Hall fez suas declarações a TNA e com Nash tinha procurado refazer, até certo ponto, a sua aliança invasiva (embora sem permissão legal para usar o apelido nWo devido à propriedade da WWE), estreando com o Hogan (que usou uma edição do nWo 2000 como tema de sua música de entrada, bem como todos os trajes negros e cinco horas de sombra). Esta foi a primeira vez em mais de oito anos, os membros tinham sido vistos juntos em um evento de wrestling. Hogan reconheceu os outros eram seus "irmãos para sempre", no entanto, ele recusou a oferta, afirmando que "é um momento diferente". Eric Bischoff então desceu e esclareceu que, em parceria com Hogan para administrar o departamento de talentos, todos teriam a ganhar seus pontos na empresa. No final do show, Nash, Hall e Waltman agrediram Mick Foley, que confrontou Bischoff no escritório durante a tentativa de começar uma reunião com Hogan, e o bateu até que Hogan chegou ao local para terminar o show.
Na semana seguinte, a "The Band" atacou Beer Money, Inc. (Robert Roode e James Storm), que havia pedido a Bischoff para uma partida contra o Hall e Nash, após a sua partida com Hernandez e Matt Morgan, o que levou a Bischoff, claramente em amistoso termos com a The Band, saindo e anunciando uma partida entre Beer Money e Hall e Nash no Genesis. No pay-per-view, Waltman mais uma vez usou o seu nome de Syxx-Pac, substituído Hall após um jogo de Pedra, papel e tesoura para o local na luta e juntou-se com Nash na pior luta contra os Beer Money. No episódio seguinte do Impact!, Hogan disse a Nash, Hall e Syxx-Pac que sua atitude no retorno no pay-per-view foi desrespeitoso. Ele acrescentou que, desde Hall e Syxx-Pac não tinham contratos com a TNA, eles foram obrigados a deixar a empresa. Apesar disso Hall e Syxx-Pac mantido no regresso ao Impact Zone de ataques aleatórios e na edição de 4 de fevereiro do Impact! Hall e Syxx-Pac derrotaram Kevin Nash. No Destination X Hall e Syxx-Pac enfrentaram Nash e Eric Young em um combate de duplas, onde futuro da TNA estavam em jogo, se a The Band conseguisse vencer a luta, eles teriam contratos com a TNA, mas se perder, eles teriam que deixar a empresa para sempre. No final Nash se virou contra Young e deu a Hall e Syxx-Pac a vitória.
Em 29 de março na edição do Impact! Nash ofereceu um lugar a Young na The Band, alegando que o que aconteceu no Destination X foi apenas um negócio e nada pessoal. Young se recusou a oferta e no evento principal da noite, juntou-se a Rob Van Dam e Jeff Hardy para derrotar a The Band em uma luta de trios em uma jaula de aço. No Lockdown Nash derrotou Young em uma luta na jaula de aço. Mais tarde na noite Nash substituiu Syxx-Pac, que não mostrou a caso, e juntou-se com Hall em uma luta St. Louis Street Fight, onde foram derrotados pelo Team 3D. Mais tarde foi relatado que Waltman tinha deixado a TNA dias de antecedência que ele não foi liberado para lutar pela Comissão do Estado Missouri e não ia ser capaz de participar do evento. Em 26 de abril na edição do Impact!, Waltman foi encontrado deitado em uma poça de bastidores de sua próprio sangue, depois de aparentemente ter sido colocado através de uma tabela fora da tela pelo Team 3D. Na semana seguinte, Eric Young ligado ao Team 3D e revelou-se como o terceiro membro surpresa da banda, substituindo Syxx-Pac. Em 4 de maio, nas gravações da edição de 13 de maio do Impact!, depois que o campeão de duplas Matt Morgan tinha sido atacado por Samoa Joe, Nash foi premiado com um contrato "Feast or Fired", em parceria com Hall, e colocou-o a ganhar o TNA World Tag Team Championship. Antes da sua luta no Sacrifice, Kevin Nash invocou a chamada "Regra Freebird". Esta regra permitiu  aEric Young para ser reconhecido como um campeão e permitiu que dois dos três membros para defender os campeonatos a qualquer momento. No evento Nash e Hall derrotaram Ink Inc. (Jesse Neal e Shannon Moore), depois de uma interferência do Brother Ray, parte do Team 3D e treinador de Neal. Em 14 de junho nas gravações do episódio de 17 de junho do Impact! The Band foi destituído do Tag Team Championship, devido a problemas legais com Scott Hall. No dia seguinte, foi relatado que tanto Hall e Sean Waltman tinha sido liberado de seu contrato com a TNA. Em 24 de junho na edição do Impact! Nash e Young decidiram se separar, como Nash pretende ir atrás de Hogan, a quem culpou pelo que aconteceu ao Hall e Waltman, e não queria Young a entrar em apuros por isso.
Depois de Nash não conseguiu convencer Hogan de re-contratar Hall e Waltman e não conseguiu garantir uma reunião com Eric Bischoff, ele voltou suas atenções para renovar sua rivalidade com Jeff Jarrett, que afirmou que Nash tinha tentado ferir a TNA trazendo Hall e Waltman. Na edição de 5 de agosto do Impact!, Sting, que rivalizou com Jarrett antes de sua suspensão de 30 dias, voltou a TNA e, juntamente com Nash, Jeff Jarrett, Bischoff e Hogan. Em 26 de agosto na edição do Impact! Nash derrotou Jarrett em uma luta simples, depois de uma interferência de Sting. Na semana seguinte Nash ajudou Sting a derrotar Jarrett. Após a luta Samoa Joe se juntou com Jarrett e Hogan e dirigiu Nash e Sting distância. No No Surrender Jarrett e Joe derrotaram Nash e Sting em uma luta de duplas, depois de bater Jarrett Sting com um taco de beisebol. Em 16 de setembro na edição do edição do Reaction, Nash e Sting juntou-se a D'Angelo Dinero, que alegou ter obtido informações privilegiadas do secretário Bischoff e Ms. Tessmacher, que sugerem que Nash e Sting estava certo sobre Hogan e Bischoff sendo até alguma coisa. No Bound for Glory Nash e Sting enfrentaram Dinero Jeff Jarrett e Samoa Joe em uma 3-contra-2, depois de Hulk Hogan, que estava programado para a equipe com Jarrett e Joe, foi forçado a sair devido a uma cirurgia nas costas. No final da luta Jarrett abandonou Joe e deixou-o a ser derrotado por Nash. No final do evento, foi revelado que Nash e Sting estavam certo sobre Hogan e Bischoff o tempo todo, como eles transformaram em vilões com Jarrett, Abyss e Jeff Hardy, e no processo virou Nash, Sting e Dinero voltarem a serem mocinhos. Em 13 de outubro de 2010, o contrato de Nash com a TNA expirou e ele anunciou sua aposentadoria do wrestling profissional. Sua aparência na TNA passado foi uma transmissão de gravação em 14 de outubro de 2010, quando Nash e Sting ambos anunciaram que estavam se afastando da TNA, em vez de ser uma parte do regime de Hogan e Bischoff.

## Lista de encarnações e membros

### WCW
| Encarnação:           | Notas: | Membros: |
| --------------------- | --- | --- |
| nWo                   | Encarnação original                                                                                                  | Hollywood Hogan (líder), Kevin Nash, Scott Hall, Ted DiBiase (saiu), The Giant (Expulso do grupo), nWo Sting, Syxx (demitido), Vincent, Nick Patrick (Expulso do grupo), Miss Elizabeth, Eric Bischoff, Buff Bagwell, V.K. Wallstreet (saiu), Masahiro Chono, Big Bubba Rogers (saiu), Scott Norton, Randy Savage, Dennis Rodman, The Great Muta, Konnan, Curt Hennig, Rick Rude, Dusty Rhodes, Scott Steiner, Brian Adams                                                                                     |
| nWo Japão             | Também conhecida como nWo Typhoon, que lutou na New Japan Pro Wrestling                                              | Masahiro Chono (líder), Keiji Mutoh/The Great Muta, Hiro Saito, Hiroyoshi Tenzan, Satoshi Kojima, nWo Sting, Buff Bagwell, Scott Norton, Michael Wallstreet, AKIRA, Tatsutoshi Goto, Michiyoshi Ohara, Brian Adams, Big Titan |
| nWo Hollywood         | Também conhecido como "nWo Preto e Branco"                                                                           | Hollywood Hogan (líder, deixou de ser líder depois que ele anunciou sua aposentadoria), Scott Hall (Expulso do grupo, Buff Bagwell, Scott Norton, Dennis Rodman (saiu), Brian Adams, The Disciple (saiu após ser sequestrado por The Warrior), Dusty Rhodes (saiu), Scott Steiner (became leader after Hollywood Hogan announced his retirement), Horace Hogan, Stevie Ray, Miss Elizabeth, Curt Hennig, Rick Rude (tornou-se líder após Hollywood Hogan anunciou sua aposentadoria), nWo Sting (aposentou-se) |
| nWo Wolfpac           | Também conhecido como "nWo Preto e Vermelho", uma encarnação de mocinhos que lutou contra os vilões da nWo Hollywood | Kevin Nash (líder), Randy Savage (saiu depois de sofrer uma lesão), Konnan, Lex Luger, Sting (saiu depois de sofrer uma lesão) , (Outros membros incluindo Scott Hall, Curt Hennig, Rick Rude e Miss Elizabeth, no entanto, que voltaram para a nWo Hollywood) |
| nWo "Elite"           | Também conhecido como "nWo Reunion" e/ou "Mega nWo" e/ou "nWo Wolfpac 1999"                                          | Hollywood Hogan (líder), Kevin Nash, Scott Hall, Miss Elizabeth, Eric Bischoff, Buff Bagwell (Expulso do grupo), Scott Steiner, Lex Luger, Disco Inferno, Konnan (Expulso do grupo), David Flair, Samantha |
| nWo "Black and White" | O "Time B" da facção "nWo Reunion"                                                                                   | The Giant (saiu), Curt Hennig (Expulso do grupo), Vincent (saiu), Scott Norton (saiu), Brian Adams (Expulso do grupo), Horace Hogan, Stevie Ray (líder; saiu) |
| nWo 2000              | O logotipo tradicional da nWo foi prata em vez de branco, e o bordão "A banda está de volta e juntos" foi usado      | Bret Hart, Jeff Jarrett, Kevin Nash, Scott Hall, Scott Steiner, Harris Brothers |

### WWF/E
| Ordem:   | Membros:                                                                     | Mudanças: |
| -------- | ---------------------------------------------------------------------------- | --- |
| Primeiro | Hollywood Hogan (líder), Kevin Nash, Scott Hall                              | Os três originais foram trazidos por Vince McMahon |
| Segundo  | Kevin Nash (líder), Scott Hall, X-Pac, The Big Show.                         | Hogan se tornou um mocinho e foi expulso do grupo. Isso os levou a trazer ex-membros X-Pac e The Big Show |
| Terceiro | Kevin Nash (líder), X-Pac, The Big Show, Booker T, Shawn Michaels (co-líder) | Hall foi liberado de seu contrato. Booker T e Shawn Michaels se juntaram ao grupo. |
| Quarto   | Kevin Nash (líder), X-Pac, The Big Show, Shawn Michaels (co-líder)           | Michaels literalmente chutou Booker T fora do grupo. Logo depois, Kevin Nash iria sofrer uma lesão no quadríceps, colocando-o fora de ação por quase um ano. Em 15 de julho de 2002, o grupo foi oficialmente dissolvido por Vince McMahon com Eric Bischoff tornando-se Gerente Geral do Raw. |

### TNA (não oficial)
| Ordem:                          | Membros:                                                        | Mudanças: |
| ------------------------------- | --------------------------------------------------------------- | --- |
| The Band (Primeiro)             | Kevin Nash, Scott Hall, Syxx-Pac                                | Reunido na edição de 4 de janeiro do Impact!. |
| The Band/The Wolfpac (Segundo)  | Scott Hall e Syxx-Pac                                           | Hall e Syxx-Pac se viraram contra Nash no episódio de 4 de fevereiro do Impact!. |
| The Band/The Wolfpac (Terceiro) | Kevin Nash, Scott Hall, Syxx-Pac                                | Nash se virou contra Eric Young e se juntou novamente a Hall e Syxx-Pac no Destination X em 21 de março. |
| The Band/The Wolfpac (Quarto)   | Kevin Nash, Scott Hall, Syxx-Pac, Bubba (entrevistador pessoal) | Bubba the Love Sponge retornou à televisão na TNA como entrevistador pessoal da The Band no final de março. |
| The Band/The Wolfpac (Quinto)   | Kevin Nash, Scott Hall, Syxx-Pac                                | Bubba foi demitido da empresa em 30 de abril de 2010 decorrente do incidente Cowhead Show. |
| The Band (Sexto)                | Kevin Nash, Scott Hall, Eric Young                              | Eric Young se juntou em 3 de maio, substituindo o lesionado Syxx-Pac. |
| The Band (Setimo)               | Kevin Nash e Eric Young                                         | Scott Hall rescindiu seu contrato em junho de 2010. |
| The Wolfpac/The Band (Oitavo)   | Sting, Kevin Nash e D'Angelo Dinero                             | Sting retornou de sua suspensão em5 de agosto na edição do Impact!, usando sua pintura facal da nWo Wolfpac vermelha, e ajudando Kevin Nash e Dinero juntando-se mais tarde, com informações privilegiadas para Sting e Nash. |

## Música

### Temas de entrada
- "Rockhouse", de Frank Shelley (WCW/WWF/WWE, usado pela nWo Black and White/Hollywood/nWo Black and Silver, agosto de 1996-julho 1999, dezembro de 1999-março de 2000, 17 de fevereiro de 2002-08 de julho de 2002)
- "Tear It Up" por J.Hart e H.Helm (WCW, usado pela nWo Black and White e midcarders; 1996-1998)
- "Wolfpac Theme" por J.Hart (WCW, usado pela nWo Wolfpac/Elite; 1998-1999)
- "The Band Theme" de Dale Oliver (TNA, usado pela The Band; 2010)
- "Wolfpac Theme (Instrumental)" por J.Hart (TNA, usado pela The Band; 2010)

## Campeonatos e realizações
- New Japan Pro Wrestling
  - IWGP Heavyweight Championship (3 vezes) – Masahiro Chono (1), Scott Norton (1), Keiji Mutoh (1)[2]
  - IWGP Tag Team Championship  (3 vezes)-Masahiro Chono e Keiji Mutoh (1), Masahiro Chono e Hiroyoshi Tenzan (1), Hiroyoshi Tenzan e Satoshi Kojima (1)[2]
- Total Nonstop Action Wrestling
  - TNA World Tag Team Championship (1 vez) – Eric Young, Kevin Nash e Scott Hall1
- World Championship Wrestling
  - WWE Cruiserweight Championship (1 vez) - Syxx
  - WCW United States Heavyweight Championship (9 vezes) - Curt Hennig (1), Bret Hart (3), Lex Luger (1), Scott Hall (1), Scott Steiner (1) Jeff Jarrett (1)[99]
  - WCW World Heavyweight Championship (9 vezes) - Hulk Hogan (5), Randy Savag (1),Kevin Nash (1), Bret Hart (1),[100]
  - WCW World Tag Team Championship (17 vezes) - Kevin Nash e Scott Hall (5)2, Sting e The Giant (1), Sting e Kevin Nash (1), Scott Hall e The Giant (1), Ron & Don Harris (2) Sting (2)
  - WCW World Television Championship (4 vezes) - Konnan (1), Scott Steiner (1), Scott Hall (1),
  - WCW World War 3:
The Giant (1996)
Scott Hall (1997)
Kevin Nash(1998)
- Wrestling Observer Newsletter awards
  - Melhor gimmick (1996)
  - Feud do Ano (1996) contra a World Championship Wrestling

1 -  Durante o seu reinado, Hall e Nash invocaram "As Regras da Banda" e nomeou Eric Young como co-campeão.
2 -  Durante um de seus reinados, a nWo invocado "As Regras Wolfpac" e nomeou Syxx um co-campeão devido a uma lesão de Nash.